# 현각 (미국)
현각(玄覺, 영어: Paul Muenzen 폴 뮌젠[*], 1964년 11월 28일 ~ )은 미국에서 태어나 대한민국에서 활동했던 승려이다. 2016년 한국 불교문화를 비판하고 한국을 떠난 이후 유럽에서 선 수행 관련 센터를 운영하고 있다.

## 생애
1964년 미국 뉴저지주 라웨이의 가톨릭 교도 전통이 강한 가정에서 아홉 형제 중 일곱번째로 태어났으며 다른 형제들과 같이 가톨릭 중고교를 다녔다. 어머니 패트리샤 뮌젠은 아일랜드계, 아버지 조지프 뮌젠은 독일계 미국인으로 뉴욕 포덤 대학교(Fordham University)를 다니면서 생화학을 전공했다. 미국 이름인 폴은 세례명이다.
1983년 9월 예일 대학교 입학해서 서양 철학과 영문학을 전공하면서 위대한 철학자들의 말과 생애를 공부했고, 재학 시절 대학 3학년 때까지 당시 소련과 무기생산 경쟁을 하던 레이건 정권과 그 시절 아직 비도덕적인 남아프리카에 투자하는 대학 재단에 반대하는 운동도 참여했다. 이후 운동권 활동을 그만두고, 폴 호머 교수를 만나 키르케고르, 쇼펜하우어 등을 배우며 종교 진리와 믿음, 사람들의 고통에 대해 고민하다가 예일대학교를 졸업할 무렵부터 불교에 관심을 갖게 되었다.
1987년 대학교를 졸업한 뒤, 독일 철학을 본격적으로 공부하겠다는 생각에 독일 프라이부르크에서 독일어교육을 받기도 하였다. 1988년에는 파리로 가서 영어와 독일어를 가르치다가 미국의 초월주의 철학운동 주창자인 에머슨을 공부하고 초월주의에 대해서도 공부하였는데, 다음해인 1989년 봄, 미국으로 돌아와 월스트리트에 있는 법률 사무소에서 일하기도 하였다. 본래 현각은 소년시절부터 '언젠가는 카톨릭 수사나 신부가 되고싶다'는 꿈을 가지고 있었다고 한다. 하지만 그러한 그의 꿈은 불교관계 서적들을 접할수록 바뀌어 갔으며 결국 그가 불교학 쪽으로 관심사를 돌리게 되는 계기가 되기도 하였는데, 결과적으로 그는 그해 9월 비교종교학(Comparative Religion)을 전공과목으로 선택하며 하버드 대학 신학대학원으로 진학한다.
하버드 대학교 대학원 재학중 그에게 불교적으로 큰 영향을 미친 인물로는 숭산대선사와 나가토미 마사토시(Masatoshi Nagatomi) 교수를 꼽을 수 있는데, 나가토미 마사토시 교수는 현각의 당시 지도교수였던 동시에 하버드 대학에 불교학과 (Department of Buddhist Studies)를 최초로 설립한 인물이기도 하다. 나가토미 마사토시 교수는 당시 현각의 석사논문 지도 및 학업멘토(academic mentor)의 역할을 하였으며, 당시 대학원생이었던 현각이 승려가 되고자 하는 자신의 마음을 최초로 고백한 인물. 그는 그러한 현각에게 승려가 될 것을 진심으로 장려하며 그에게 용기를 북돋아 주었다고 하는데, 당시 쓰여진 현각의 석사논문은 훗날 현각의 저서인 부처를 쏴라에 반영되기도 한다.
스승이었던 숭산대선사와의 첫 만남은 하버드 재학중이었던 1989년이었으며 당시 강연차 미국을 방문한  숭산대선사의 강연을 듣고 크게 감동한 현각은 그 해 10월 케임브리지 선센터에 입문하게 된다. 이어서 11월에는 한국을 방문, 공주 신원사에서 90일간 동안거를 시작한 이후 송광사, 정혜사, 각화사, 봉암사 등 여러 선방에서 용맹정진을 하였다. 그 후 1992년, 육조 혜능대사가 모셔진 중국 조계산 남화사에서 계를 받고 출가하였으며, 1996년 양산 통도사 금강계단에서 비구계를 받은 후, 2001년 8월 서울 화계사에서 숭산대선사로부터 공식 인가를 받았다.
1992년 하버드대 대학원 석사 과정을 수료하고, 1997년 미국 프로비던스 선센터 홍법원 주지를 지냈으며, 현정사의 주지와 화계사의 국제선원장을 지냈다.
1996년부터 1997년까지 하버드 대학교 소속 불교 승려였으며, 하버드, 예일, 스탠포드, UC 버클리, 옥스퍼드, 콜롬비아, 뉴욕 대학교, 유니온 신학교, 브라운, SUNY, 파리 대학교, 런던 대학교, 프라하 찰스 대학교, 라트비아 대학교, 빌뉴스 대학교, 잘츠부르크 대학교, 오슬로 대학교 및 여러 칼리지와 신학교들, 또한 한국에 위치한 수많은 사찰들과 홍콩, 싱가폴 및 일본의 여러 사찰에서도 많은 대중 강연을 해왔다. 현각은 실리콘 밸리에 위치한 페이스북 본사로부터 경영진을 대상으로 한 명상 프로그램의 지도자로 초청 받기도 하였다.
2006년 조선시대의 선승 서산대사가 1564년 저술한 선가귀감을  무소유의 저자로 유명한 법정과 함께 영문번역하였다.
2016년 한국 불교문화를 정면 비판하고 한국을 떠나겠다고 밝혔다. 그는 외국인 행자 교육의 문제점과 불교의 기복신앙화 등을 지적하며 "주한 외국인 스님들은 오로지 조계종의 '데커레이션(장식품)'이라며 한국을 떠나는 이유를 털어놨다.
그 후 현각은 독일의 유네스코 문화유산으로 지정된 도시인 레겐스부르크에 소규모의 승가 공동체인 젠 센터 레겐스부르크 (독일 불이선원)를 설립했으며, 90일 동안거 결제, 30일 하안거 결제, 월례 3일 용맹전진과 매일 진행되는 하루 두번 참선 정진을 포함한 묵언 선 수행등 전통적인 선수행을 1년 365일간, 2021년 현재까지 지도하고 있다.
현각은 현재 뮌헨 카톨릭 대교구가 지원하는 루드비히 막시밀리안 대학교의 OCCURSO, 이종교 및 이문화 간 대화 협회(Institute for Interreligious and Intercultural Dialogue) 자문 위원회의 고문을 겸임하고 있다.
2018년 6월에는 세계경제포럼(다보스)의 “영 글로벌 리더"로부터 로마 바티칸에서 열리는 컨프런스에서 화두선 수행을 지도해달라는 초청을 받기도 했는데, 이는 바티칸 내부에서 불교의 화두선 수행 지도가 세계최초로 이루어진 것이다.

## 일화
- 김수환 추기경이 김창숙 선생의 묘소에 큰절로 참배하는 모습을 보고 뉴욕 한인성당을 방문한 추기경을 만났다. 김 추기경은 “너 같은 사람이 성당을 떠나서 안타깝다”고 말하자, 현각 스님은 “나는 떠나지 않았으며, 오지도 않고 가지도 않는 것이 생명”이라고 선답을 하자 김 추기경은 마치 알았다는 듯이 빙그레 웃었다고 한다.[4]

- 어떤 노랫가락을 들으면 괜히 울컥 하고 눈물이 나고 그랬지만 그게 왜 그런지 몰랐었으나 기억 속에서 노랫가락조차 희미해지고 할 때인 1995년 8월 15일 광복절에 텔레비전에서 흘러나오는 애국가를 듣고 다시 눈물이 났지만 묵언수행중이었기에 아무에게도 물어 볼 수 없었고 하안거를 할 때 전생을 아주 잘 보신다는 큰 스님께 여쭤 보니 "전생에 일본군을 많이 무찔렀던 대한광복군이었는데 어느 날 일본군의 총탄에 맞아 죽게 되었고 죽을 때 너무 한이 맺혀 다음 생에는 아주 강한 나라에서 다시 태어나 조국으로 돌아와서 조국을 위해 살겠다고 소원했고, 그래서 미국에서 태어나 한국으로 돌아오게 된 것"이라는 답변을 들었다고 한다.

## 저서
- 현각 (1999). 《만행(萬行): 하버드에서 화계사까지》. 열림원. ISBN 8970632085.
- 현각 (2000). 《오직 모를 뿐: 숭산 선사의 서한 가르침》. 물병자리. ISBN 8987480194.
- 숭산대선사; 현각 (2001). 《선의 나침반: 숭산 대선사의 가르침, 1권》. 열림원. ISBN 8970632441.
- 현각; 양언서(번역) (2009). 《부처를 쏴라》. 김영사. ISBN 8934933569.
- So Sahn (서산대사); Beop Jeong; Hyon Gak Sunim (영문번역) (2006). 《The Mirror of Zen: The Classic Guide to Buddhist Practice by Zen Master So Sahn (선가귀감)》. Shambhala Publications Inc. ISBN 10: 1590303849 /ISBN 13: 9781590303849 |isbn= 값 확인 필요: invalid character (도움말).

## 같이 보기
- 임마누엘 페스트라이쉬(이만열)
- 박노자(블라디미르 티호노프)